# Uptodown
O Uptodown é um portal internacional para downloads de software de desktop e aplicativos móveis, criado em 20 de dezembro de 2002, com sede em Málaga, na Espanha.
Em julho de 2015 tinha um catálogo com mais de 30.000 aplicativos para todos os principais sistemas operacionais, divididas em categorias temáticas e hospedados em seus próprios servidores, oferecendo para cada um deles uma página com informação disponibilizadas por sua própria equipe de editores e complementada pelas opiniões de seus usuários.
O site está disponível em doze idiomas, e oferece conteúdo localizado para cada um deles, oferecendo download gratuito de qualquer programa em um ambiente de fácil navegação e seguro. Para isso, utiliza os serviços do VirusTotal, que fornece relatórios de todos os seus arquivos com base nos resultados de mais de 50 programas antivírus. Além do catálogo de aplicativos, o Uptodown tem um blog de notícias e tutoriais relacionados ao mundo do software, bem como um aplicativo oficial para Android.

## História
Luis Hernández Garrido e Pepe Fernández Domínguez fundaram o Uptodown em 2002, graças a um projeto na Escola de Engenharia da Universidade de Málaga, no interesse de oferecer um catálogo em espanhol de aplicações grátis para Windows, Mac e Ubuntu.
Em 2006 iniciou sua expansão internacional com a tradução em inglês de seu site, que seria acompanhado de versões locais em português, francês, italiano e alemão. Entre 2006 e 2010, como parte de sua internacionalização, Uptodown alcançou vários acordos para gerenciar e servir de descarga vertical sua tecnologia para vários meios de comunicação, tais como Computer Hoy (Axel Springer) ou Ebay Espanha.
Plataformas Android e iPhone tornaram-se parte do conteúdo para download da página em 2011, após o surgimento de smartphones em todo o mundo. No mesmo ano, Uptodown iniciou suas atividades na Ásia incorporando portais específicos para China Japão, Indonésia e Coreia. Uma versão posterior também inclui árabe.

## Conteúdos
Uptodown oferece todos os tipos de aplicações para Windows, Mac, Ubuntu, iPhone, Android e Webapps (aplicações web), incluindo aqueles que não são permitidos no Google Play.
Embora o Windows tenha sido historicamente a plataforma com mais atividade e número de downloads, o Android ultrapassou 50% do tráfego da Web em fevereiro de 2014.